# GT Challenge at VIR 2016
Navigation
Édition précédente Édition suivante
Le GT Challenge at VIR 2016 (officiellement appelé 2016 Michelin GT Challenge at VIR) a été une course de voitures de sport organisée sur le Virginia International Raceway à Alton en Virginie, aux États-Unis qui s'est déroulée du 26 août 2016 au 28 août 2016. Il s'agissait de la dixième manche du championnat WeatherTech SportsCar Championship 2016 et seules les catégories GTLM et GTD de voitures du championnat ont participé à la course.

## Course

### Classement de la course
Voici le classement officiel au terme de la course.
- Les vainqueurs de chaque catégorie sont signalés par un fond jauni.
- Pour la colonne Pneus, il faut passer le curseur au-dessus du modèle pour connaître le manufacturier de pneumatiques.

| Pos     | Classe | no  | Écurie                         | Pilotes                                | Châssis                       | Pneus | Tours | Temps               |
| ------- | ------ | --- | ------------------------------ | -------------------------------------- | ----------------------------- | ----- | ----- | ------------------- |
| Pos     | Classe | no  | Écurie                         | Pilotes                                | Moteur                        | Pneus | Tours | Temps               |
| 1       | GTLM   | 3   | Corvette Racing                | Antonio García Jan Magnussen           | Chevrolet Corvette C7.R       | M     | 90    | 2 h 40 min 13 s 166 |
| 1       | GTLM   | 3   | Corvette Racing                | Antonio García Jan Magnussen           | Chevrolet LT5.5,5 l V8 Atmo   | M     | 90    | 2 h 40 min 13 s 166 |
| 2       | GTLM   | 66  | Ford Chip Ganassi Racing       | Joey Hand Dirk Müller                  | Ford GT                       | M     | 90    | + 0 s 802           |
| 2       | GTLM   | 66  | Ford Chip Ganassi Racing       | Joey Hand Dirk Müller                  | Ford EcoBoost 3,5 l V6 Turbo  | M     | 90    | + 0 s 802           |
| 3       | GTLM   | 912 | Porsche North America          | Earl Bamber Frédéric Makowiecki        | Porsche 911 RSR               | M     | 90    | + 1 s 448           |
| 3       | GTLM   | 912 | Porsche North America          | Earl Bamber Frédéric Makowiecki        | Porsche 4,0 l Flat-6 Atmo     | M     | 90    | + 1 s 448           |
| 4       | GTLM   | 67  | Ford Chip Ganassi Racing       | Ryan Briscoe Richard Westbrook         | Ford GT                       | M     | 90    | + 6 s 004           |
| 4       | GTLM   | 67  | Ford Chip Ganassi Racing       | Ryan Briscoe Richard Westbrook         | Ford EcoBoost 3,5 l V6 Turbo  | M     | 90    | + 6 s 004           |
| 5       | GTLM   | 25  | BMW Team RLL                   | Bill Auberlen Dirk Werner              | BMW M6 GTLM                   | M     | 90    | + 6 s 243           |
| 5       | GTLM   | 25  | BMW Team RLL                   | Bill Auberlen Dirk Werner              | BMW 4,4 l V8 Turbo            | M     | 90    | + 6 s 243           |
| 6       | GTLM   | 911 | Porsche North America          | Patrick Pilet Nick Tandy               | Porsche 911 RSR (991)         | M     | 90    | + 7 s 168           |
| 6       | GTLM   | 911 | Porsche North America          | Patrick Pilet Nick Tandy               | Porsche 4,0 l Flat-6 Atmo     | M     | 90    | + 7 s 168           |
| 7       | GTLM   | 62  | Risi Competizione              | Giancarlo Fisichella Toni Vilander     | Ferrari 488 GTE               | M     | 90    | + 25 s 016          |
| 7       | GTLM   | 62  | Risi Competizione              | Giancarlo Fisichella Toni Vilander     | Ferrari F154CB 3,9 l V8 Turbo | M     | 90    | + 25 s 016          |
| 8       | GTLM   | 100 | BMW Team RLL                   | Lucas Luhr John Edwards                | BMW M6 GTLM                   | M     | 89    | + 1 tour            |
| 8       | GTLM   | 100 | BMW Team RLL                   | Lucas Luhr John Edwards                | BMW 4,4 l V8 Turbo            | M     | 89    | + 1 tour            |
| 9       | GTD    | 48  | Paul Miller Racing             | Bryan Sellers Madison Snow             | Lamborghini Huracán GT3       | C     | 88    | + 2 tours           |
| 9       | GTD    | 48  | Paul Miller Racing             | Bryan Sellers Madison Snow             | Lamborghini 5,2 l V10 Atmo    | C     | 88    | + 2 tours           |
| 10      | GTD    | 9   | Stevenson Motorsports          | Matt Bell (en) Lawson Aschenbach       | Audi R8 LMS                   | C     | 88    | + 2 tours           |
| 10      | GTD    | 9   | Stevenson Motorsports          | Matt Bell (en) Lawson Aschenbach       | Audi 5,0 l V10 Atmo           | C     | 88    | + 2 tours           |
| 11      | GTD    | 6   | Stevenson Motorsports          | Robin Liddell Andrew Davis             | Audi R8 LMS                   | C     | 88    | + 2 tours           |
| 11      | GTD    | 6   | Stevenson Motorsports          | Robin Liddell Andrew Davis             | Audi 5,0 l V10 Atmo           | C     | 88    | + 2 tours           |
| 12      | GTD    | 23  | Team Seattle / Alex Job Racing | Mario Farnbacher Alex Riberas          | Porsche 911 GT3 R (991)       | C     | 88    | + 2 tours           |
| 12      | GTD    | 23  | Team Seattle / Alex Job Racing | Mario Farnbacher Alex Riberas          |                               | C     | 88    | + 2 tours           |
| 13      | GTD    | 16  | Change Racing                  | Spencer Pumpelly Corey Lewis           | Lamborghini Huracán GT3       | C     | 87    | + 3 tours           |
| 13      | GTD    | 16  | Change Racing                  | Spencer Pumpelly Corey Lewis           | Lamborghini 5,2 l V10 Atmo    | C     | 87    | + 3 tours           |
| 14      | GTD    | 33  | Riley Motorsports              | Ben Keating Jeroen Bleekemolen         | Dodge Viper GT3-R             | C     | 87    | + 3 tours           |
| 14      | GTD    | 33  | Riley Motorsports              | Ben Keating Jeroen Bleekemolen         | Viper 8,4 l V10 Atmo          | C     | 87    | + 3 tours           |
| 15      | GTD    | 63  | Scuderia Corsa                 | Christina Nielsen Alessandro Balzan    | Ferrari 458 Italia GT3        | C     | 87    | + 3 tours           |
| 15      | GTD    | 63  | Scuderia Corsa                 | Christina Nielsen Alessandro Balzan    | Ferrari 4,5 l V8 Atmo         | C     | 87    | + 3 tours           |
| 16      | GTD    | 97  | Turner Motorsport              | Michael Marsal (pl) Markus Palttala    | BMW M6 GT3                    | C     | 87    | + 3 tours           |
| 16      | GTD    | 97  | Turner Motorsport              | Michael Marsal (pl) Markus Palttala    | BMW 4,4 l V8 Turbo            | C     | 87    | + 3 tours           |
| 17      | GTLM   | 4   | Corvette Racing                | Oliver Gavin Tommy Milner              | Chevrolet Corvette C7.R       | M     | 86    | + 4 tours           |
| 17      | GTLM   | 4   | Corvette Racing                | Oliver Gavin Tommy Milner              | Chevrolet LT5.5,5 l V8 Atmo   | M     | 86    | + 4 tours           |
| 18      | GTD    | 80  | Lone Star Racing               | Dan Knox Mike Skeen (en)               | Dodge Viper GT3-R             | C     | 84    | + 6 tours           |
| 18      | GTD    | 80  | Lone Star Racing               | Dan Knox Mike Skeen (en)               | Viper 8,4 l V10 Atmo          | C     | 84    | + 6 tours           |
| 19      | GTD    | 27  | Dream Racing Motorsport        | Cedric Sbirrazzuoli Luca Persiani (en) | Lamborghini Huracán GT3       | C     | 75    | + 15 tours          |
| 19      | GTD    | 27  | Dream Racing Motorsport        | Cedric Sbirrazzuoli Luca Persiani (en) | Lamborghini 5,2 l V10 Atmo    | C     | 75    | + 15 tours          |
| 20 Abd. | GTD    | 96  | Turner Motorsport              | Bret Curtis Jens Klingmann             | BMW M6 GT3                    | C     | 25    |                     |
| 20 Abd. | GTD    | 96  | Turner Motorsport              | Bret Curtis Jens Klingmann             | BMW 4,4 l V8 Turbo            | C     | 25    |                     |
| Ex.     | GTD    | 44  | Magnus Racing                  | John Potter Andy Lally                 | Audi R8 LMS                   | C     | 88    |                     |
| Ex.     | GTD    | 44  | Magnus Racing                  | John Potter Andy Lally                 | Audi 5,0 l V10 Atmo           | C     | 88    |                     |

## Pole position et record du tour
- Pole position :  Jan Magnussen (#3 Corvette Racing) en 1 min 41 s 557
- Meilleur tour en course :  Oliver Gavin (#4 Corvette Racing)  en 1 min 42 s 603

## À noter
- Longueur du circuit : 3,27 miles
- Distance parcourue par les vainqueurs :